# Фаллекс, Жан Эжен
Жан Эжен Фаллекс (фр. Jean Eugene Fallex; 12 апреля 1824 — 5 октября 1905) — французский филолог.
Был директором одного из парижских лицеев. Переводил Теренция и Аристофана; издал антологию латинских поэтов с французским переводом, а также ряд тщательно составленных сборников сочинений французских классиков.